# Hydrid cesný
Hydrid cesný je anorganická sloučenina cesia s vodíkem se vzorcem CsH, která má iontovou strukturu Cs+ H−.

## Vlastnosti
Hydrid cesný je neobyčejně reaktivní, vzplane až vybuchuje na vlhkém vzduchu:
{\displaystyle ~{\mathsf {CsH+H_{2}O\longrightarrow CsOH+H_{2}}}}
Reaguje s halogeny za vzniku halogenidů cesných (a halogenvodíkových kyselin):
{\displaystyle ~{\mathsf {CsH+Cl_{2}\longrightarrow CsCl+HCl}}}
se sirouhlíkem:
{\displaystyle ~{\mathsf {4CsH+CS_{2}\longrightarrow 2Cs_{2}S+CH_{4}}}}
Při zahřátí reaguje i s dusíkem, amoniakem a fosforem.
{\displaystyle ~{\mathsf {CsH+NH_{3}\longrightarrow CsNH_{2}+H_{2}}}}

## Příprava
Je první sloučeninou, která byla připravena za pomoci laserovým světlem indukovaného formování částic ve výparech alkalického kovu. Může být připraven také přímou vzájemnou reakcí výchozích prvků při teplotě 200–350 °C za tlaku 5–10 MPa:
{\displaystyle ~{\mathsf {2Cs+H_{2}\longrightarrow 2CsH}}}

## Sledujte také
- Hydrid sodný (NaH)
- Hydrid lithný (LiH)
- Hydrid rubidný (RbH)
- Hydrid draselný (KH)
- Hydrid vápenatý (CaH2)
- Amid cesný (CsNH2)